# Vitějovice
Vitějovice település Csehországban, a Prachaticei járásban. Vitějovice Hracholusky, Žernovice, Nebahovy, Strunkovice nad Blanicí és Těšovice településekkel határos. Lakosainak száma 531 fő (2024. január 1.).

## Népesség
A település lakosságának változását az alábbi diagram mutatja:
| Lakosok száma | 648  | 694  | 694  | 581  | 500  | 504  | 507  | 517  | 528  | 531  |
|               | 1869 | 1900 | 1921 | 1961 | 1980 | 2011 | 2016 | 2019 | 2021 | 2024 |